# Arixyleborus
Arixyleborus (лат.) — род жуков-короедов из трибы Xyleborini (Scolytinae, Curculionidae).

## Распространение
Встречаются в лесных регионах Азии и Океании.

## Описание
Мелкие жуки-короеды, величина которых колеблется в пределах нескольких миллиметров (от 1,35 мм до 5,2 мм). Тело обычно вытянутое и тёмное, в 2,0-3,5 раза длиннее своей ширины. Arixyleborus отличается следующими признаками: надкрылья с характерными глубокими бороздками и гребнями, гранулированными или килевидными гребнями. Arixyleborus может быть дополнительно диагностирован по косо усеченной булаве усиков с первым сегментом почти закрывающим заднюю поверхность, булавой почти равной или длиннее ширины; передние голени тонкие или равномерно закруглённые, задняя часть лица плоская и невооруженная или вздутая и гранулированная; щитик варьируется либо на одном уровне с надкрыльями и плоский, на одном уровне с надкрыльями и вдавлен медиально, либо плоский и вдавленный ниже надкрылий; надкрылья при виде сверху обычно угловатые на вершине, реже округлые; микангиальные пучки отсутствуют; и прококсы смежные.
Усики коленчатые с ясно отграниченной крупной булавой и скапусом, тонкими лапками. Самки имеют округлую, дорсовентрально уплощенную булаву усиков, дугообразные и уплощенные голени средних и задних ног, вооруженные несколькими зубчиками, переднеспинка сильно выпуклая антеродорсально, на переднем скате вооружена неровностями. Характерна гаплодиплоидия и облигатный симбиоз питания с грибами-ксилофагами («грибное садоводство»).
Построенные представителями этого рода в древесине галереи состоят из безветвистого радиального или изогнутого входного туннеля, иногда с несколькими ответвлениями. По мере развития личинок их питательная активность расширяет часть основной галереи в единую продольную камеру для расплода, обычно приблизительно прямоугольную по форме, с шириной основной галереи.

## Классификация
Род впервые был выделен в 1915 году на основании типового вида Arixyleborus rugosipes Hopkins, 1915. Включён в состав трибы Xyleborini (Scolytinae, Curculionidae), где наиболее близок к родам Cnestus, Pseudowebbia, Stictodex, Truncaudum, Webbia.. Внешне Arixyleborus похож на Stictodex, с которым у него общая широкая булава усиков, но без характерных борозд и борозд надкрылий. Кроме того, у Arixyleborus есть на тачке децивитальные бороздки 1, параллельные шву, тогда как у Stictodex они не параллельны, а волнообразны.
- Arixyleborus abruptus
- Arixyleborus aralidii
- Arixyleborus borneensis
- Arixyleborus camphorae
- Arixyleborus canaliculatus
- Arixyleborus cariniceps
- Arixyleborus castaneae
- Arixyleborus confinis
- Arixyleborus crassior
- Arixyleborus deceptus
- Arixyleborus dipterocarpi
- Arixyleborus dissimilis
- Arixyleborus fuliginosus
- Arixyleborus gedeanus
- Arixyleborus grandis
- Arixyleborus granifer
- Arixyleborus granulicauda
- Arixyleborus granulifer
- Arixyleborus guttifer
- Arixyleborus hirsutulus
- Arixyleborus hirtipennis
- Arixyleborus imitator
- Arixyleborus iriani
- Arixyleborus leprosulus
- Arixyleborus magnus
- Arixyleborus malayensis
- Arixyleborus marginatus
- Arixyleborus mediosectus
- Arixyleborus medius
- Arixyleborus minor
- Arixyleborus moestus
- Arixyleborus morio
- Arixyleborus nudulus
- Arixyleborus okadai
- Arixyleborus orbiculatus
- Arixyleborus phiaoacensis
- Arixyleborus pilosus
- Arixyleborus puberulus
- Arixyleborus pusillus
- Arixyleborus resecans
- Arixyleborus rugosipes
- Arixyleborus scabripennis
- Arixyleborus seminitens
- Arixyleborus setosus
- Arixyleborus silvanus
- Arixyleborus sittichayai
- Arixyleborus sublaevis
- Arixyleborus subsimilis
- Arixyleborus sus
- Arixyleborus suturalis
- Arixyleborus talauricus
- Arixyleborus titanus
- Arixyleborus trux
- Arixyleborus tuberculatus
- Arixyleborus varicus
- Arixyleborus yakushimanus